# Calamus timorensis
Calamus timorensis är en enhjärtbladig växtart som beskrevs av Odoardo Beccari. Calamus timorensis ingår i släktet Calamus och familjen Arecaceae. Inga underarter finns listade i Catalogue of Life.